# Plätz
Plätz ist ein Ortsteil der Gemeinde Goldbeck im Landkreis Stendal in Sachsen-Anhalt.

## Geographie
Plätz, ein Straßendorf mit einem Rundling um die Kirche herum, liegt etwa 3 Kilometer nordöstlich von Goldbeck und etwa 15 Kilometer nördlich von Stendal im Osten der Altmark.
Nachbarorte sind Möllendorf im Westen, Walsleben im Nordwesten, Gethlingen im Norden, Hindenburg im Nordosten, Bertkow im Südosten und Goldbeck im Südwesten.

## Geschichte

### Mittelalter bis Neuzeit
Plätz wurde im Jahre 1333 als in villa dicta plezze erwähnt, als Markgraf Ludwig die Bede aus einigen Dörfern verpfändete. Weitere Nennungen sind 1343 In dem dorpe to pletz, 1444 im dorff pleecz, 1540 Pletz, 1687 Plätze, 1775 Bleetz oder Pleetz und 1804 Pleetz.
Bei der Bodenreform wurden 1945 ermittelt: 12 Besitzungen unter 100 Hektar hatten zusammen 368 Hektar, eine Kirchenbesitzung hatte eine Hektar. Im Jahre 1953 entstand die erste Landwirtschaftliche Produktionsgenossenschaft vom Typ III, die LPG „Roter Stern“ in Plätz. Sie wurde 1974 mit LPG Typ III „Glückauf“ in Bertkow zusammengeschlossen, 1975 wurde sie dann mit der LPG Typ III „Thälmann Pioniere“ Baben zusammengeschlossen.

### Herkunft des Ortsnamens
Der Dorfname könnte abgeleitet werden aus dem westslawischen Wort „ples“ in der Bedeutung von „kahle Fläche, Waldblöße“.

### Eingemeindungen
Bis 1807 gehörte das Dorf zum Arneburgischen Kreis der Mark Brandenburg in der Altmark. Danach lag es bis 1813 im Kanton Arneburg auf dem Territorium des napoleonischen Königreichs Westphalen. Ab 1816 gehörte die Gemeinde zum Kreis Osterburg, dem späteren Landkreis Osterburg.
Am 20. Juli 1950 wurde die bis dahin eigenständige Gemeinde Plätz nach Bertkow eingemeindet.
Mit der Eingemeindung von Bertkow nach Goldbeck am 1. Januar 2009 kam der Ortsteil Plätz zur Gemeinde Goldbeck.

### Einwohnerentwicklung
| Jahr | Einwohner |
| ---- | --------- |
| 1734 | 074       |
| 1772 | 060       |
| 1790 | 125       |
| 1798 | 116       |
| 1801 | 103       |
| 1818 | 130       |
| 1840 | 148       |
| 1864 | 134       |

| Jahr | Einwohner |
| ---- | --------- |
| 1871 | 120       |
| 1885 | 129       |
| 1892 | [00]124   |
| 1895 | 124       |
| 1900 | [00]126   |
| 1905 | 153       |
| 1910 | [00]144   |
| 1925 | 143       |

| Jahr | Einwohner |
| ---- | --------- |
| 1939 | 149       |
| 1946 | 232       |
| 2014 | [00]62    |
| 2015 | [00]65    |
| 2017 | [00]64    |
| 2018 | [00]62    |
| 2020 | [00]61    |
| 2021 | [00]61    |

| Jahr | Einwohner |
| ---- | --------- |
| 2022 | [0]62     |
| 2023 | [0]64     |

Quelle, wenn nicht angegeben, bis 1946:

## Religion
- Die evangelische Kirchengemeinde Plätz gehörte früher zur Pfarrei Bertkow.[16] Heute gehört sie zum Kirchspiel Krusemark-Goldbeck und wird betreut vom Pfarrbereich Klein Schwechten des Kirchenkreises Stendal im Bischofssprengel Magdeburg der Evangelischen Kirche in Mitteldeutschland.[17]
- Die Kirche ist eine Filiale von Krusemark. Die Kirchengemeinde Plätz wurde ab 1966 von Krusemark verwaltet und wurde 1993 mit der Kirchengemeinde Bertkow zum Kirchspiel Bertkow-Plätz vereinigt. Ab 2007 gehörte die Kirchengemeinde zum Kirchspiel Krusemark-Goldbeck, das 2010 mit Krusemark-Goldbeck unter Klein Schwechten verbunden wurde.[1]
- Die ältesten überlieferten Kirchenbücher für Plätz stammen aus dem Jahre 1779, ältere Angaben sind bei Bertkow zu finden.[18]
- Die katholischen Christen gehören zur Pfarrei St. Anna in Stendal im Dekanat Stendal im Bistum Magdeburg.[19]

## Kultur und Sehenswürdigkeiten
- Die evangelische Dorfkirche in Plätz ist ein kleiner rechteckiger Feldsteinbau aus der ersten Hälfte des 13. Jahrhunderts. Der Fachwerkturm ist vermutlich erst im 18. Jahrhundert aufgesetzt worden.[9] Die Kirche wurde 1981 restauriert.[1]
- Der Ortsfriedhof ist auf dem Kirchhof.
- In Plätz steht ein Denkmal für die Gefallenen des Ersten Weltkrieges in Form eines aus Feldsteinen gemauerten Tempels mit eingesetzten Namens- und Widmungstafeln.[20]

### Vereine
Im Vereinsregister des Amtsgerichts Stendal ist der Kinder- und Jugendförderverein Plätz e. V. aufgeführt. Die Jagdgesellschaft „Diana“ Plätz e. V.wurde 1992 aufgelöst.

### Regelmäßige Veranstaltungen
- Spargelfest im Mai
- Osterfeuer

## Wirtschaft und Infrastruktur
- Der Spargelhof Heinl „Gut Plätz“, bekannt durch seinen „Royal-Spargel“ Altmark, baut seit 1991 Spargel an und ist auch ein Direktvermarkter vor Ort.[21]
- In Plätz stehen mehrere Biogasanlagen und eine Schweinemastanlage.

### Verkehr
Es verkehren Linienbusse und Rufbusse von stendalbus.